# Taos County
Das Taos County ist ein County im Norden des Bundesstaates New Mexico der Vereinigten Staaten. Das County hat 29.979 Einwohner. Der Verwaltungssitz (County Seat) ist Taos.

## Geographie
Das County liegt im Norden von New Mexico, grenzt im Norden an Colorado und hat eine Fläche von 5710 Quadratkilometern; davon sind 4 Quadratkilometer Wasserfläche. Höchster Punkt des Countys und des ganzen Bundesstaates ist der Wheeler Peak mit 4011 m. Es grenzt im Uhrzeigersinn an die Countys: Costilla County (Colorado), Colfax County (New Mexico), Mora County, Rio Arriba County und Conejos County (Colorado).

## Geschichte

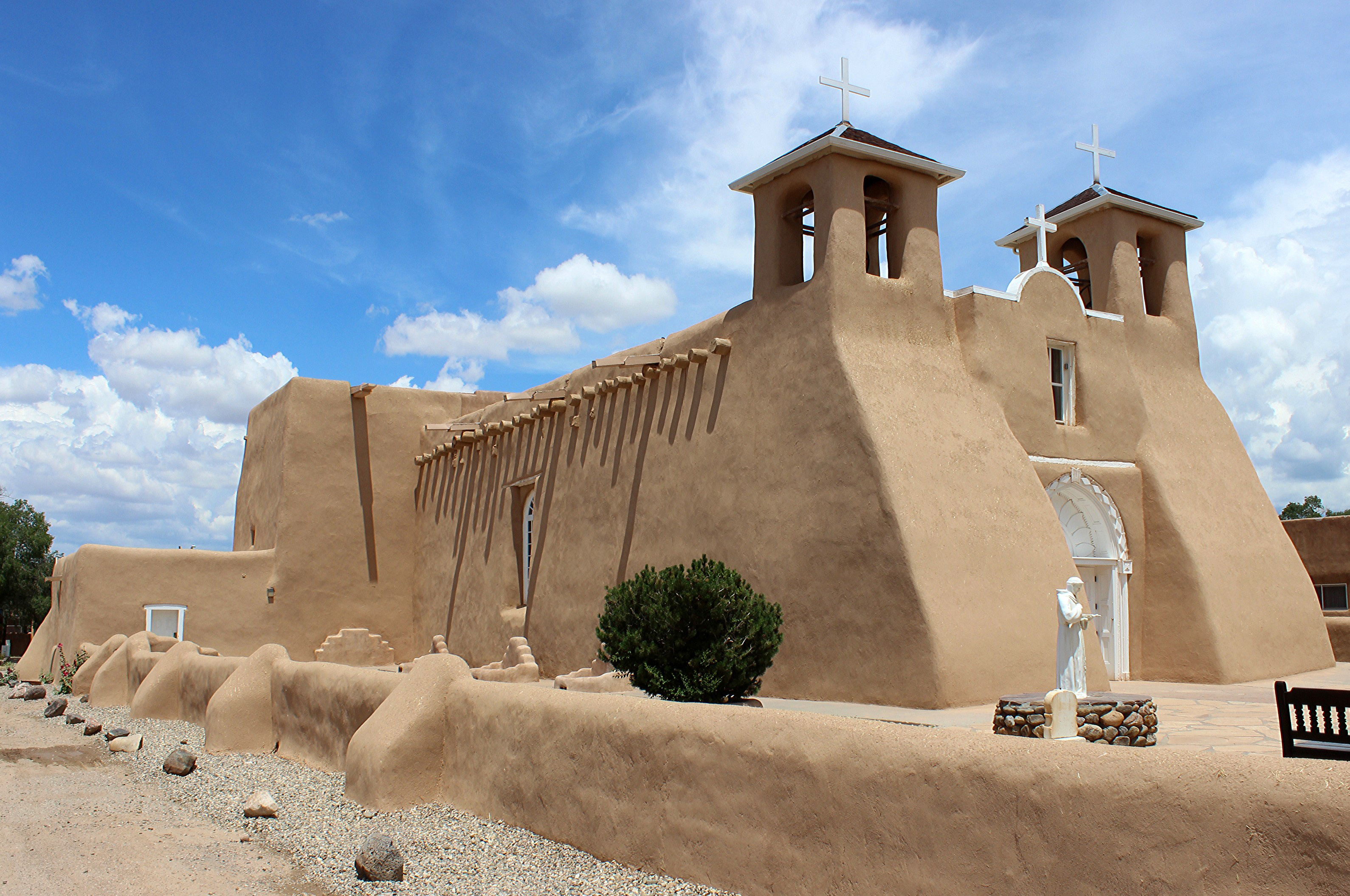
San Francisco de Asis (2012) hat den Status einer National Historic Landmark.

Sieben Orte haben den Status einer National Historic Landmark. 40 Bauwerke und Stätten des Countys sind insgesamt im National Register of Historic Places eingetragen (Stand 17. Februar 2018).

## Demografische Daten

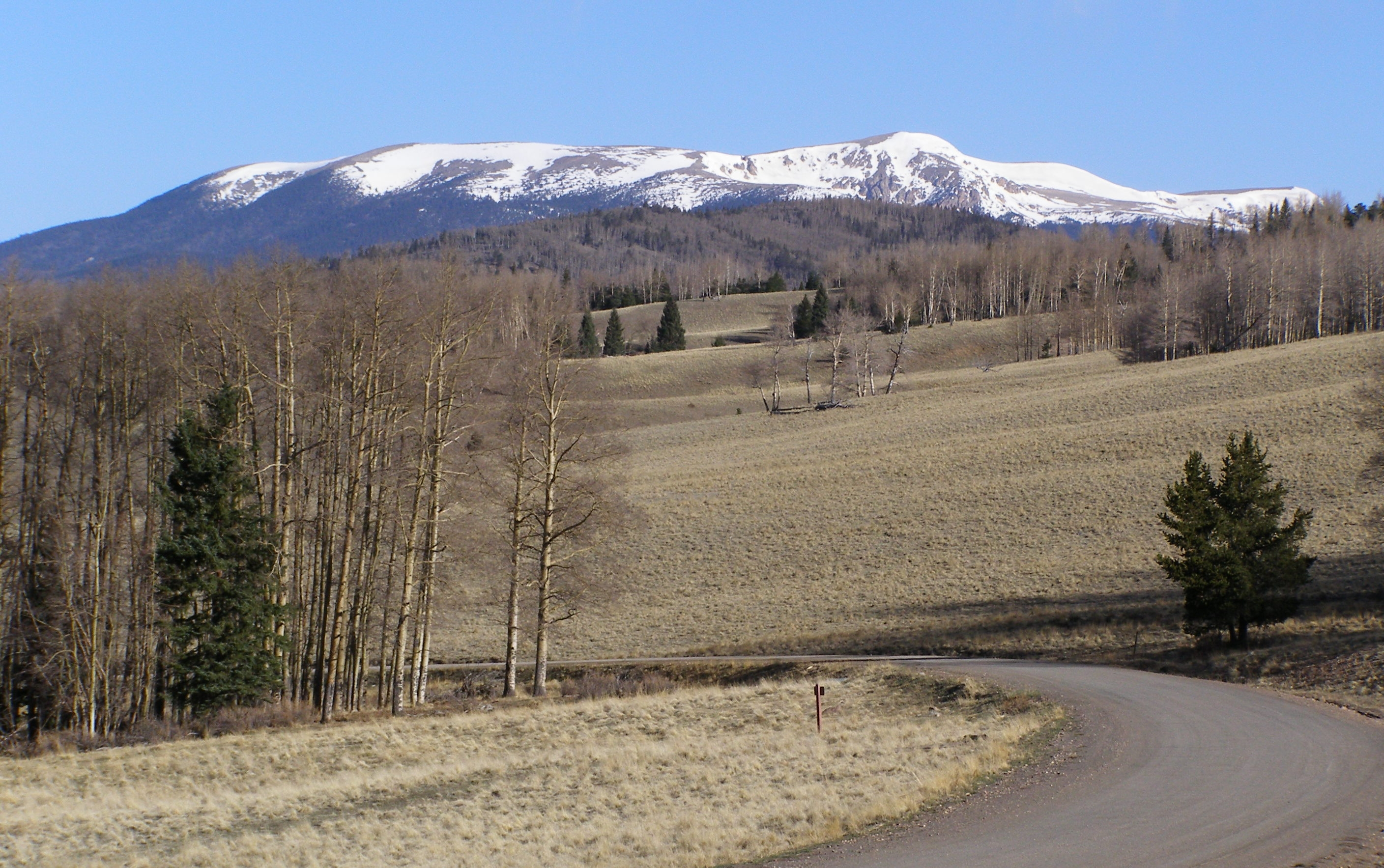
Der Big Costilla Peak

Nach der Volkszählung im Jahr 2000 lebten im County 29.979 Menschen. Es gab 12.675 Haushalte und 7.757 Familien. Die Bevölkerungsdichte betrug 5 Einwohner pro Quadratkilometer. Ethnisch betrachtet setzte sich die Bevölkerung zusammen aus 63,77 % Weißen, 0,35 % Afroamerikanern, 6,59 % amerikanischen Ureinwohnern, 0,38 % Asiaten, 0,12 % Bewohnern aus dem pazifischen Inselraum und 24,84 % aus anderen ethnischen Gruppen; 3,95 % stammten von zwei oder mehr ethnischen Gruppen ab. 57,94 % der Bevölkerung waren spanischer oder lateinamerikanischer Abstammung.
Von den 12.675 Haushalten hatten 29,90 % Kinder und Jugendliche unter 18 Jahre, die bei ihnen lebten. 42,70 % waren verheiratete, zusammenlebende Paare, 12,70 % waren allein erziehende Mütter. 38,80 % waren keine Familien. 32,10 % waren Singlehaushalte und in 8,90 % lebten Menschen im Alter von 65 Jahren oder darüber. Die Durchschnittshaushaltsgröße betrug 2,34 und die durchschnittliche Familiengröße lag bei 2,98 Personen.
Auf das gesamte County bezogen setzte sich die Bevölkerung zusammen aus 24,50 % Einwohnern unter 18 Jahren, 6,90 % zwischen 18 und 24 Jahren, 27,40 % zwischen 25 und 44 Jahren, 28,80 % zwischen 45 und 64 Jahren und 12,30 % waren 65 Jahre alt oder darüber. Das Durchschnittsalter betrug 40 Jahre. Auf 100 weibliche Personen kamen 96,20 männliche Personen, auf 100 Frauen im Alter ab 18 Jahren kamen statistisch 93,70 Männer.

Das jährliche Durchschnittseinkommen eines Haushalts betrug 26.762 USD, das Durchschnittseinkommen der Familien betrug 33.995 USD. Männer hatten ein Durchschnittseinkommen von 27.310 USD, Frauen 21.121 USD. Das Prokopfeinkommen betrug 16.103 USD. 20,90 % der Bevölkerung und 16,10 % der Familien lebten unterhalb der Armutsgrenze. 24,60 % davon waren unter 18 Jahre und 20,80 % waren 65 Jahre oder älter.

## Orte im Taos County
Im Taos County liegen vier Gemeinden, davon zwei Towns und zwei Villages. Zu Statistikzwecken führt das U.S. Census Bureau 12 Census-designated places, die dem County unterstellt sind und keine Selbstverwaltung besitzen. Diese sind wie die Unincorporated Communities gemeindefreies Gebiet.
| Towns - Red River - Taos | Villages - Questa - Taos Ski Valley |

Census-designated places (CDP)
| - Arroyo Hondo - Arroyo Seco - Chamisal - Costilla | - Peñasco - Picuris Pueblo - Ranchos de Taos - Rio Lucio | - San CristobalSan Cristobal - Talpa - Taos Pueblo - Vadito |

andere Unincorporated Communities
| - Amalia - Cañoncito - Carson - Cerro - El Prado | - El Rito - Las Trampas - Llano - Llano Quemado - No Agua | - Ojo Caliente - Pilar - Tres Piedras - Valdez |